# Luc Deleu

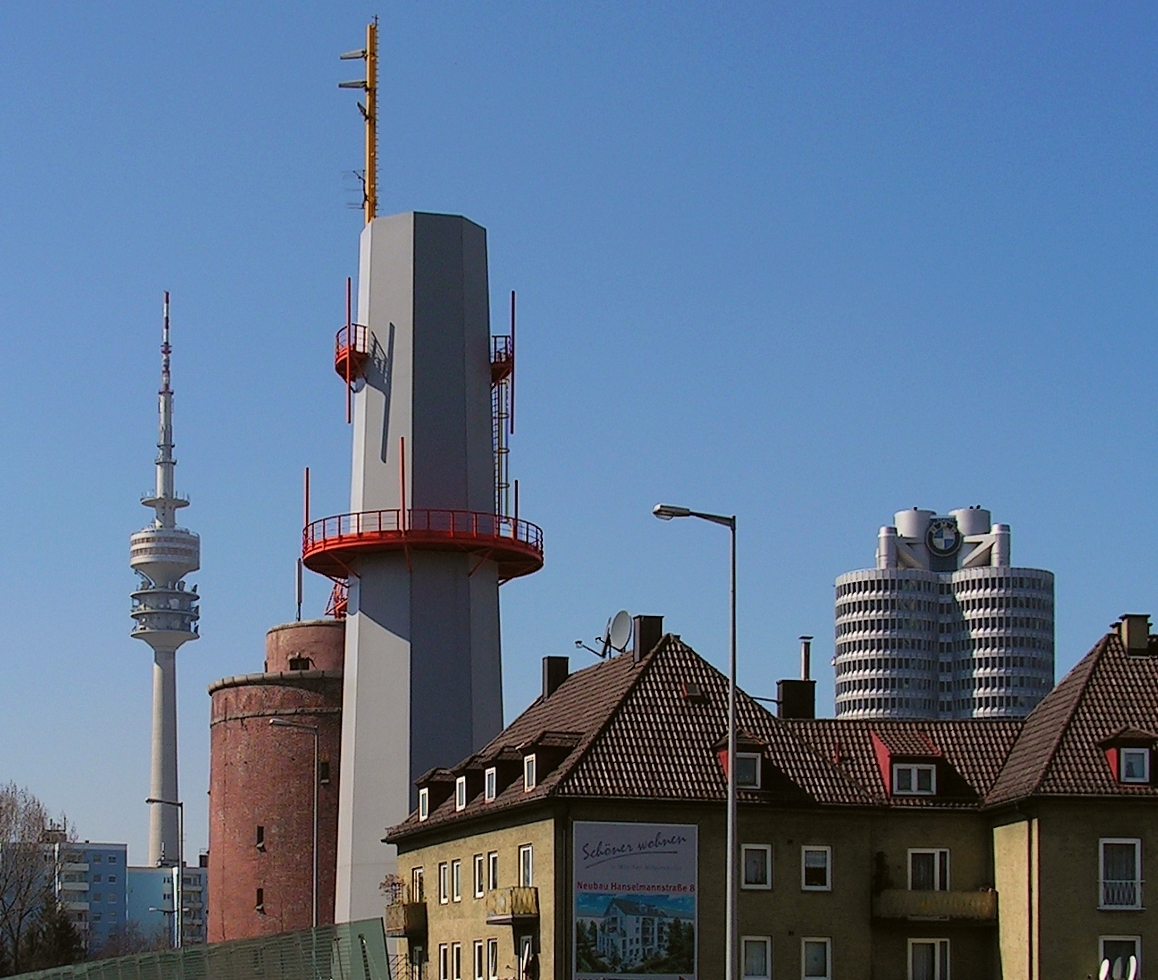
Schoorsteen afzuiginstallaties Petuel-tunnel in München.

Luc Deleu (Duffel, 1 september 1944) is een Belgisch conceptueel kunstenaar, architect en stedenbouwkundige.

## Leven en werk
Deleu studeerde en doceerde aan het Hoger Architectuurinstituut Sint-Lucas van Brussel. 
In 1970 richtte hij samen met Laurette Gillemot het stedenbouwkundige bureau T.O.P. Office (Turn-On Planning Office) op, een interdisciplinair stadsplanningsbedrijf. Datzelfde jaar houdt hij tevens zijn eerste solotentoonstelling, Luc Deleu neemt afscheid van de architectuur in de Antwerpse galerij Vacuüm.
Sedert 1973 houdt Deleu zich bezig met wat hij Orbanisme noemt: architectuur op wereldschaal. In 1980 verscheen zijn Orbanistisch Manifest.
Deleu is bekend van zijn installaties bestaande uit containers.
Van 1999 tot 2002 werd in München de Petuel-tunnel van afzuiginstallaties voorzien. Deleu presenteerde er een schoorsteen uit staal als multifunctioneel bouwwerk (antenne-installaties).

## Tentoonstellingen (deze eeuw)

### Solo en duo
2016
- Annie Gentils Gallery, Antwerpen (BE)

2013 
- Annie Gentils Gallery, Antwerpen (BE)
- Extra City Kunsthal, Antwerpen (BE)
- G+E Media, Neuchâtel (CH)
- Etablissement d’en façe, Brussel (BE)
- Stroom, Den Haag (NL)

2012 
- Rossi Contemporary, Brussel (BE)

2010 
- Rossi Contemporary, Brussel (BE)

2008 
- Rossi Contemporary, Brussel (BE)

2007 
- Galerie Micheline Szwajcer, Antwerpen (one-day presentation of the project Orban Space) (BE)
- 2006 Technische Universiteit, Eindhoven (NL)

2005 
- Paleis voor Schone Kunsten-Palais des Beaux-Arts, Brussel (BE)
- 2004 Espace architecturale La Cambre, Brussel (BE)
- M HKA, Museum for contemporary art, Antwerpen (BE)
- Galerie RAM, Rotterdam (NL)

2003 
- Museum Middelheim, Antwerpen (BE)
- Galerie Media, Neuchâtel (CH)

2002 
- Galerie Mercator, Antwerpen (BE)

2001 
- Het Zwart Huis, Knokke (BE)
- Centre d’Art Contemporain, Brétigny-sur-Orges (FR)

2000 
- Centre d’ Art Contemporain Chapelle Saint-Jacques, Saint-Gaudens (FR)
- Galerie Martine & Thibault de la Châtre, Parijs (FR)
- Galerie Aschenbach, Amsterdam (NL)

### Groep
2016
- “Aha, this is my natural habitat”, Marion de Cannière artspace, Antwerpen (BE)
- Red Jacket, castle d’Ursel, Hingene (BE)
- Horst Arts and Music FestivalI, Castle of Horst, Holsbeek (BE)
- Krasj 3, Ninove (BE)
- Manmade, Provincial Domain of Raversyde (BE)

Le Grand Large @ Liège.be - Rive Droite / Rive Gauche, Galerie Quai 4 / Galerie Flux, Luik (BE) 
WaterWar, Budafabriek, Kortrijk (BE)
Up Memory Lane (Part 1) 1986-2000, RAM, Eindhoven (NL)
Luc Deleu/T.O.P. of ce, Guy Cleuren, C-mine cultural centre, Genk (BE)
2015
- Blickachsen 10, Skulpturen in Bad Homburg und Frankfurt RheinMain, i.s.m. Middelheim Museum, Antwerpen (BE)
- Parallel, Galerie Annie Gentils, Antwerpen (BE)

2014 
- Bozar Electronic Arts Festival, Bozar, Brussel (BE)
- De Zee - salut d’honneur Jan Hoet, Oostende (BE)
- Der entfesselte Blick, Die Brüder Rasch uknd ihre Impulse für die moderne Architektur, Marta Herford (DE)
- The Green Light District, Budafabriek, Kortrijk (BE)
- Maquettes. Verbeelding op schaal, STAM, Gent (BE)

2013 
- De Autodidact, Extra City, Antwerpen (BE)*
- Museum to scale 1/7, Royal Museums of Fine Arts of Belgium, Brussel (BE)
- Göteborg Biennial for Contemporary Art, Göteborg (SE)
- Little Movements II. Self-practice in Contemporary Art, Museion, Bolzano (IT)
- Passages - Art works along the North-South train connection, Recyclart, Brussel (BE)
- La Ville Inadaptée, La Tôlerie, Clermont-Ferrand (FR)
- ARTEFACTFESTIVAL2013, STUK, Leuven (BE)

2012 
- The new candour !, Tatjana Pieters, Gent (BE)
- 50 days at Sea, Antwerp Pavilion, Shanghai Biënnale, Shanghai (CN)
- After the future, Biennial of Visual Art, eva International, Limerick (UK)
- Spirits of Internationalism. 6 European Collections 1956-1986, M HKA, Antwerpen and Van Abbemuseum,Eindhoven (BE-NL)

2011 
- Museum of Affects, Museum of Contemporary Art Metelkova, Ljubljana (SL)

2010 
- Luc Deleu/Kristof Van Gestel, Galerij Campo & Campo, Antwerpen (BE)
- Festival Mawazine, Galerie Bab Rouah en Musée des Oudayas, Rabat (MA)
- HISTORY OF ART, THE, CURATORS’ SERIES #3, MIHNEA MIRCAN, David Roberts Art Foundation Fitzrovia, Londen (UK)

2009 
- Coups De Cœur & Audioguides, Rossi Contemporary, Brussel (BE)
- Después del Arte, Collección del M HKA, Centro de Arte Contemporáneo Wilfredo Lam, Havana (CU)
- Beaufort 03, Triennial for contemporary art by the sea (BE) 2008 Brussels Biennial, Brussel (BE)

2007 
- The moss gathering tumbleweed experience – a growing exhibition composed by Hans Theys, Antwerp, Breda, Milaan 2006 Shangai 5 Biennale, Shanghai Art Museum (CN)
- Talking Cities, Zeche Zollverein, Essen (DE)

2005 
- International Triennale of Contemporary Art, Yokohama (JP)
- Nancy 2005, le temps des Lumières, Nancy (FR)
- La Belgique Visionnaire België, C’est arrivé près de chez nous, Paleis voor Schone Kunsten, Brussel (BE)

2004 
- Dear ICC, M HKA, Antwerpen (BE)
- RAM, Rotterdam (NL)

2003 
- Site plan for ParasiteParadise, Utrecht (NL)
- Collection presentation Luc Deleu a.o., M HKA, Antwerpen (BE)
- Citizen Game, Le Quartier, Quimper (FR)

2002 
- Luc Deleu & Niels Donckers, Cultureel Centrum Strombeek (BE)
- Van IJ tot Zee - Van Halfweg tot Nauerna, Stichting Kunst en Cultuur Noord-Holland, North Sea canal region (NL)
- Le Petit Cabinet d’un Amateur de Ruines, Orion Art Gallery, Oostende (BE)

2001 
- Horta and After - 25 Masters of Modern Architecture in Belgium, De Garage, Mechelen; Tokio (BE-JP)

2000 
- Horta and After - 25 Masters of Modern Architecture in Belgium, Praag (BE-CZ)
- Recycling = another chance, Sint-Lukasarchief, Brussel (BE)
- Mo(u)vements, NICC in collaboration with the Koninklijk Museum voor Schone Kunsten, Antwerpen (BE)

## Publicaties
- Tribune (Diary 1971-78), Luc Deleu in conversation with Jef Lambrecht, DVD, Publisher : Roma Publications Amsterdam, 2013
- Luc Deleu – T.O.P. of ce, Orban Space, Editors : Wouter Davidts, Guy Châtel, Stefaan Vervoort, Publisher : Valiz, Amsterdam, 2012
- Speybank, De containerarchitectuur van Luc Deleu, Author : Jan Storms, Publisher : Province of East-Flanders, Dept. Art and Culture, Gent, 2009
- Luc Deleu, exhibition catalogue, Publisher : open air sculpture museum Middelheim, Antwerpen, 2003
- URBI ET ORBI, Publisher : Uitgeverij Ludion, Gent-Amsterdam, 2002
- La ville Indaptée, Un livre de Hans Theys, Publisher : Editions Ecocart, 31500 Toulouse, Frankrijk, 2001
- Luc Deleu, The unadapted city, work in progress NAi96, exhibition catalogue, Publishers : NAi Publishers, Rotterdam, Nederland, 1996
- Luc Deleu & T.O.P. of ce, 1967-1991, exhibition catalogue, Publisher : MUHKA, Museum of Contemporary Art, Antwerpen, 1991
- Floating airports and other infrastructures, Forum, Architectural Quarterly, March 1990, Publisher : Genootschap Architectura et Amicitia, Amsterdam, Nederland
- Ethique de l’architecture, Collection Point de Vue, Publisher : Tarabuste, 36170 Saint-Benoît du Sault, Frankrijk, 1989
- Luc Deleu, catalogue of the exhibition Stellproben, Publisher : Stadt Dortmund, Museum am Ostwall, Dortmund, Duitsland, 1989
- Luc Deleu Postfuturismus ?, exhibition catalogue, Publishers : Den Gulden Engel & deSingel, Antwerpen, 1987
- Prototype d’un monument mobile / Urbild eines beweglichen Denkmales, Publishers : Editions Media, Neuchâtel, Zwitserland / Sint-Lukasstichting, Brussel, België, 1984
- Luc Deleu Manifesto to the Order, Publisher : Guy Schraenen, Antwerpen, 1983
- Vrije Ruimte - Espace Libre - Open Space, exhibition catalogue, Publisher : I.C.C., Antwerpen, 1980